# Підгаєцький район
Підгає́цький райо́н — колишній адміністративний район у західній частині Тернопільської області. Створений 1940, ліквідований 1962 (населені пункти відійшли до Бережанського району), знову відновлений 1991. Площа — 496,38 км² — 3,6 % території області. Населення — 18 тис. осіб (2017); у тому числі українці — 99,7 %; проживають також росіяни, поляки, татари та ін. Відстань до міста Тернопіль — 70 км.
Ліквідований 19 липня 2020 року.

## Географія
Район межував з Теребовлянським, Бучацьким, Монастириським, Бережанським та Козівським районами Тернопільської області і Галицьким районом Івано-Франківської області.
Найближча залізнична станція — Потутори Бережанського району — за 24 км від м. Підгайці.
Розташоване на Волино-Подільській височині. Підгаєцький район — центр Середнього Опілля, однак має особливості: Опілля на західній частині й Поділля на сході. Опілля творить західну частину Подільської височини і простягається на захід від рік Золота Липа і Коропець у південно-східному напрямку. На схід від Опілля від лівого берега Коропця піднімається Подільська височина — на висоті 350—400 м.
Район розташований у межах мікрокліматичної зони Холодне Поділля Західного лісостепу.
Рельєф території району — хвилястий, пересічений балками і долинами, в західній частині — горбистий. Ліси займають 93,65 км², водойми — 5,92 км², болота — 2,12 км².
Територію району перетинають автошляхи Сатанів-Галич, Монастириська-Нараїв і дороги районного значення.
Найвища точка — гора Бичова поблизу села Завалів (414 м).
Є поклади глини, піску, гіпсу, крейди, вапняків, пісковиків тощо.
Головні річки: Золота Липа, Коропець (притоки Дністра). На річках розташовані ставки для риборозведення та рекреації.
Ґрунти — опідзолені чорноземи.

## Адміністративний поділ
У районі — 1 місто (Підгайці), 36 сіл і 21 хутір.

## Археологічні знахідки
На території Підгаєцького району виявлені сліди культури доби палеоліту, ранньобронзової доби, комарівсько-білопотоцької культури — в с. Литвинів, у с. Шумляни викопали бронзовий меч 9 ст. тощо.

## Історія
Територія Підгаєччини заселена від періоду кам'яної доби (45-25 тис. р. тому); у 10 ст. увійшла до Київської Русі, згодом до Галицько-Волинської держави. Від 1349 належала до Речі Посполитої, 1772–1869 — до Австрії, згодом — Австро-Угорщини (1867 створено Підгаєцький повіт). Листопад 1918 — липень 1919 — в ЗУНР, липень -вересень 1920 — Галицькій соціалістичні радянській республіці, 1920–1939 — у Тернопільському воєводстві Польщі. 1939–1991 — в УРСР.
Підгаєччина у середні віки не раз зазнавала спустошливих набігів татарських і турецьких загарбників. 1655 проходило військо Богдана Хмельницького, відбулася битва військ Я. Собеського зі загонами П. Дорошенка, яка закінчилася підписанням 16 жовтня 1667 Підгаєцьких угод, 1698 — остання битва між польськими військом і татарами поблизу Підгайців.
Підпорядкування Галичини Австрії 1772 дало позитивні зрушення в економічному й соціальному житті Підгаєцького повіту: будівництво дороги Бережани — Монастириська (1831), розвиток гончарства, тютюнництва, конярства, збільшення ярмарків, спорудження фабрики сільськогосподарських машин, броварні, ґуральні, повітовий шпиталь тощо.
Діяли єврейські, польські та українські культурно-просвітницькі й фінансово-господарські товариства, установи, зокрема Клуб єврейських громадян, добродійне товариство «Плата милосердя», ремісницьке товариство «Поміч», товариство купців, Маслосоюз, торгова спілка «Сокіл» та інші.
У 1906 відбувся страйк безземельних і малоземельних селян у селі Мужилів.
1908 збудована залізниця Підгайці-Львів.
Під час 1-ї світової війни у Підгаєцькому повіті були значні людські жертви, зруйновані господарства, спалені будинки.
Після війни 1918–1919 Польща анексувала Галичину. Боротьбу українців за свої права (збудовано 1934 Повітовий український народний дім), Повітовий здвиг «Соколів» (1926) не зупинила пацифікація (1930).
2-а Світова війна (1939—1945) спричинила знищення залізниці, розстріли єврейського населення, виселення поляків (1945) на терени Польщі.
Розростання мережі ОУН обернулося для жителів Підгаєччини «Кривавою неділею» — розстрілом юнаків-допризовників 11 травня 1941.
1940–1941 — працювала трикотажна ф-ка.
У результаті збройної боротьби ОУН/УПА Підгаєччина стала одним із центрів національного руху опору в Галичині (у 1944–1952 тут відбулося 66 боїв і сутичок).
На Підгаєччині (біля хутора Лози) 12 квітня 1960 відбувся останній в історії бій підпільників ОУН з чекістами (у жовтні 2007 тут встановили пам'ятний знак-хрест).
До 1991 діяли: школа-інтернат, фабрика металовиробів, медичне училище (1959–1971), ПТУ, консервний, комбікормовий заводи, «Сільгосптехніка», цегельня.
Після ліквідації Підгаєцького району (1963) відбувся відплив населення (з 1963 до 1991 — більш ніж 12 тис. осіб).
1989–1991 у Підгайцях споруджено пам'ятники Т. Шевченку, жертвам «Кривавої неділі» 1941 (обидва — 1990); мозаїка на теми Кобзарських творів (стіна буд. № 24 на вул. Шевченка).
1991 відновлений статус Підгайців як райцентру.
1994 розпочато газифікацію краю.
25 травня 2014 року відбулися Президентські вибори України. У межах Підгаєцького району були створені 33 виборчі дільниці. Явка на виборах складала 76,76 % (проголосували 11 808 із 15 383 виборців). Найбільшу кількість голосів отримав Петро Порошенко — 64,33 % (7 596 виборців); Юлія Тимошенко — 16,21 % (1 914 виборців), Олег Ляшко — 7,98 % (942 виборців), Анатолій Гриценко — 5,92 % (699 виборців).

## Підприємства
Нині в Підгаєцькому районі працюють промислові підприємства: ТзОВ «Металіст», ВАТ "Підгаєцький маслосирзавод «Коропець», ВАТ "Підгаєцька «Агропромтехніка», ТзОВ «Злагода», господарське товариство «Проба», ТзОВ «Сільцівське», українське-словацьке ТзОВ АПК «Гідіна ЗК Україна»; діє агропромисловий комплекс.

## Населення
Розподіл населення за віком та статтю (2001)
| Стать | Всього | До 15 років | 15-24 | 25-44 | 45-64 | 65-85 | Понад 85 |
| --- | ------ | ----------- | ----- | ----- | ----- | ----- | -------- |
| Чоловіки | 10 470 | 2207        | 1412  | 3065  | 2092  | 1614  | 80       |
| Жінки | 12 441 | 2185        | 1398  | 2779  | 2578  | 3233  | 268      |
| \| Статево-вікова піраміда \| Статево-вікова піраміда \| Статево-вікова піраміда \| \| ----------------------- \| ----------------------- \| ----------------------- \| \| Чоловіки \| Вік \| Жінки \| \| 80 \| 85 + \| 268 \| \| 105 \| 80-84 \| 315 \| \| 243 \| 75-79 \| 745 \| \| 625 \| 70-74 \| 1068 \| \| 641 \| 65-69 \| 1105 \| \| 565 \| 60-64 \| 874 \| \| 423 \| 55-59 \| 568 \| \| 517 \| 50-54 \| 557 \| \| 587 \| 45-49 \| 579 \| \| 815 \| 40-44 \| 715 \| \| 771 \| 35-39 \| 653 \| \| 760 \| 30-34 \| 704 \| \| 719 \| 25-29 \| 707 \| \| 662 \| 20-24 \| 670 \| \| 750 \| 15-20 \| 728 \| \| 827 \| 10-14 \| 780 \| \| 762 \| 5-9 \| 782 \| \| 618 \| 0-4 \| 623 \| |        |             |       |       |       |       |          |
| Статево-вікова піраміда |        |             |       |       |       |       |          |
| Чоловіки | Вік    | Жінки       |       |       |       |       |          |
| 80 | 85 +   | 268         |       |       |       |       |          |
| 105 | 80-84  | 315         |       |       |       |       |          |
| 243 | 75-79  | 745         |       |       |       |       |          |
| 625 | 70-74  | 1068        |       |       |       |       |          |
| 641 | 65-69  | 1105        |       |       |       |       |          |
| 565 | 60-64  | 874         |       |       |       |       |          |
| 423 | 55-59  | 568         |       |       |       |       |          |
| 517 | 50-54  | 557         |       |       |       |       |          |
| 587 | 45-49  | 579         |       |       |       |       |          |
| 815 | 40-44  | 715         |       |       |       |       |          |
| 771 | 35-39  | 653         |       |       |       |       |          |
| 760 | 30-34  | 704         |       |       |       |       |          |
| 719 | 25-29  | 707         |       |       |       |       |          |
| 662 | 20-24  | 670         |       |       |       |       |          |
| 750 | 15-20  | 728         |       |       |       |       |          |
| 827 | 10-14  | 780         |       |       |       |       |          |
| 762 | 5-9    | 782         |       |       |       |       |          |
| 618 | 0-4    | 623         |       |       |       |       |          |

## Соціальна сфера
Є 27 ЗОШ, 11 дитячий дошкільний закладів, 1 аграрний ліцей, медичний коледж, 2 школи естетичного виховання, 1 Будинок творчості, 66 закладів культури, з них 29 бібліотек, у тому числі районні бібліотеки для дорослих і дітей, історико-краєзнавчий музей, кінотеатр, Народний дім (РБК), райлікарня, поліклініка, 23 ФАП, 1 сільська лікарня-амбулаторія, 3 амбулаторії сімейного лікаря.
Звання «народний» удостоєні 9 колективів.
Є футбольний клуб «Нива».
Діють 33 політичні партії, 2 благодійні організації, 43 релігійні громади (УГКЦ — 33, ПЦУ — 10), офіційно не зареєстровані, але діють громади Свідків Єгови, п'ятидесятників, ХВЄ.

## Пам'ятки

### Пам'ятки архітектури
У Підгаєцькому районі є 7 пам'яток архітектури державного значення церкви — Успенська (1650–1653, мурована), св. Бориса і Гліба (1711–1772, дерев.) та Спасо-Преображенська (1772, дерев'яна), дзвіниці церков Бориса і Гліба (1782, дерев'яна) і Спасо-Преображенська (середина 19 ст., дерев'яна), костьол Пресвятої Трійці (1634, мурований, руїни), синагога (16-17 ст., мур.);
87 пам'яток архітектури місцевого значення (церкви, некрополі, громадські та житлові будинки, господарські будівлі тощо).

### Дерев'яні храми
За даними?, в районі знаходяться 9 дерев'яних церков:
| Назва села  | Патрон церкви                      | Рік побудови              |
| ----------- | ---------------------------------- | ------------------------- |
| Боків       |                                    | 1714                      |
| Галич       | Спаса                              | 1772                      |
| Рудники     | Покрови Пресвятої Богородиці       |                           |
| Старе Місто | святої Покрови                     | 1854                      |
| Угринів     | св. Покрови                        | 1936                      |
| Шумляни     | святих Бориса та Гліба та дзвіниця | 1701, а дзвіниця — 1782   |
| Новосілка   | Церква Різдва Богородиці           | 1751 р. Мозолівка Покрови |

### Пам'ятки природи
Серед пам'яток природи:
- державного значення:
  - 4 горіхи чорн. (с. Завалів), Завалівський платан;
- місцевого значення:
  - Підгаєцьке джерело, ботанічний заказник «Мужилівський», ботанічні пам'ятки «Мужилівська діброва», «Бук лісовий» (с. Затурин), «Рудницька бучина», геологічна пам'ятка «Карстові лійки» (с. Шумляни), Загальнозоологічний заказники «Рудники» та «Довге» Завалівського лісництва.

## Персоналії
Уродженці Підгаєцького району:
- громадський і політичний діяч, публіцист, дипломат Ю. Бачинський
- оперні співаки М.Галій, І.Григорович
- історики, краєзнавці Т.Гунчак, І.Джиджора
- українознавець, історіограф Я.Калакура
- астроном, педагог Ф.Ґула
- художник А.Манастирський
- письменники М.Кічура, О.Коверко, Л.Ліленфельд, М.Ойзеркіс, М.Рудницький, С.Сроковський, А.Курдидик, Я.Курдидик
- літературознавець і поет Я.Вишиваний
- журналісти М.Галій, Р.Голіят, М.Кальба
- вчені-економісти Я.Комаринський, О.Мороз
- кіномитці П. Кардаш, Я.Кулинич, Я.-Є.Ломніцький
- диригенти, композитори В.Кардаш, О.Мостовий
- редактори, видавці В.Воронович, В.Душник, О.Навроцький, В.Папіж
- правники І.Басараб, Я.-С.Кальба
- суспільно-політичні діячі та меценати М.-Д.Гайва, М. і Мих. Іваськевичі, П.Кардаш, В.Колодчин, В.Ліщинецький
- в'язень ГУЛАГу В.Рокецький
- діячі УПА В.Бей, В.Галаса, М.Мізерний, В.Томашівський
- митрополит УГКЦ Й.(І.) Шумлянський
- науковці М.Брик, Ю.Дзядикевич, І.Залуцький, Ф.Запутович, Б.Заставецький
- актор Т.Ломніцький
- талмудист З.Мендель.

Тут проживали і працювали: Т.Бордуляк, Я.Головацький, Я.Княгиницький, Ф.Коковський, К.Устиянович.
Перебували: Ульріх фон Вердум (1671), П.Дорошенко (1667), Ян ІІ Казімеж (1663), А.Малишко (1959), І.Франко, Г.Сенкевич, Т.Уєйський (1880), А.Шептицький (1902) та ін.
Наукові та археологічні дослідження здійснювали М.Бевз, Г.Логвин, Я.Острозький, Б.Януш та ін.

## Джерело
- С. Колодницький. Підгаєцький район // Тернопільський енциклопедичний словник : у 4 т. / редкол.: Г. Яворський та ін. — Тернопіль : Видавничо-поліграфічний комбінат «Збруч», 2008. — Т. 3 : П — Я. — 708 с. — ISBN 978-966-528-279-2. — С. 76—78.